# 동조실험

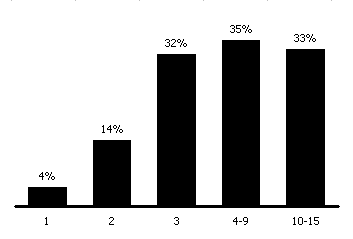

사회 심리학 등에서 애쉬(Asch) 동조 실험(conformity experiment) 또는 애쉬(Asch) 패러다임은 솔로몬 애쉬(Solomon Asch)가 개인이 다수 집단(집단압력)에 왜 굴복했는지 또는 어떻게 굴복했는지와 그러한 영향이 신념과 의견에 미치는 영향을 연구하는 일련의 실험이었다.
1950년대에 개발된 이 방법론은 많은 연구자들이 계속 사용하고 있다. 용도에는 작업 중요성, 나이, 성별 및 문화의 동조 효과 연구가 포함된다.

## 같이 보기
- 밀그램 실험